# Hans-Walter Wild Stadion
Il Hans-Walter Wild Stadion è uno stadio situato a Bayreuth, in Germania, che può contenere 21 500 persone.
È utilizzato soprattutto per il calcio: vi gioca infatti le proprie gare casalinghe il Bayreuth.